# Arinia micro
Arinia micro is een slakkensoort uit de familie van de Diplommatinidae. De wetenschappelijke naam van de soort werd voor het eerst geldig gepubliceerd in 2016 door Marzuki en Foon.